# Фијат арго
Фијат арго (итал. Fiat Argo) је аутомобил из Б−сегмента, односно припада класи малих аутомобила, који производи италијанска фабрика аутомобила Фијат од 2017. године, за тржиште Јужне Америке.

## Историјат
Представљен је у Бразилу у мају 2017. године, а продаја је кренула од јуна. Арго је хечбек са петора врата који је заменио Фијат пунто и Фијат палио. Верзија лимузине представљена је 2018. године, под називом Фијат кронос, са производњом у Аргентини.
Директни ривали су му Шевролет оникс, Форд ка, Хјундаи HB20, Фолксваген поло, Форд фијеста и Рено сандеро. Позициониран је изнад најдоступнијег модела у Јужноамеричком региону Фијата моби, и за Фијат је једини заступник Б−сегмента за Меркосур.
Фијат арго је развијен на платформи Smal MP−1 и био је познат као X6H пројекат. Усвојен је генерални дизајн који је пратио нову слику марке Фијат коју је 2016. године објавио Фијат моби и наставио са европским моделом Фијат типом, са више истакнутих линија (како би модел добио динамичан и спортски изглед).
Фијат је 2019. године представио „теренску” верзију за модел арго у верзији Trekking. Дужина и ширина су као код стандардне верзије, али је већи од класичног за 67 мм. Арго трекинг има 40 мм виши клиренс од стандардне верзије, као и заштитне елементе на браницима, крилима и праговима. Доступан је само са 1.3-литарским FireFly мотором са 101 КС у бензинској и 109 КС и 139 Nm у етанол верзији, са петостепеним мануелним мењачем.

## Мотори
|                         | 1.3                | 1.8                 | 1.0                                           | 1.3                                             | 1.8                                               |
| ----------------------- | ------------------ | ------------------- | --------------------------------------------- | ----------------------------------------------- | ------------------------------------------------- |
| Мотор                   | R4-бензински       | R4-бензински        | R3-бензински                                  | R4-бензински                                    | R4-бензински                                      |
| Запремина               | 1332 cm³           | 1747 cm³            | 999 cm³                                       | 1332 cm³                                        | 1747 cm³                                          |
| Снага при min−1         | 73 kW/99 КС / 6000 | 96 kW/131 КС / 5250 | 53 kW/72 КС / 6000 Етанол: 57 kW/77 КС / 6250 | 74 kW/101 КС / 6000 Етанол: 80 kW/109 КС / 6250 | 99 kW/135 КС / 5750 Етанол: 102 kW/139 КС / 5750  |
| Обртни момент при min−1 | 127 Nm / 4000      | 182 Nm / 3750       | 104 Nm / 3250 Етанол: 109 Nm / 3250           | 137 Nm / 3500 Етанол: 142 Nm / 3500             | 188 Nm / 3750 Етанол: 193 Nm / 3750               |
| Погон                   | на предње точкове  | на предње точкове   | на предње точкове                             | на предње точкове                               | на предње точкове                                 |
| Мењач                   | 5° мануелни        | 5° мануелни         | 5° мануелни                                   | 5° мануелни                                     | 5° мануелни                                       |
| Мењач (опционо)         | —                  | 6° аутоматик        | —                                             | 5° аутоматик                                    | 6° аутоматик                                      |
| Брзина                  | 173 km/h           | 188 km/h            | 157 km/h Етанол: 162 km/h                     | 180 km/h Етанол: 184 km/h                       | 190 km/h Етанол: 192 km/h                         |
| Убрзање 0–100 km/h      | 11,5 сек.          | 9,7 сек.            | 14,4 сек. Етанол: 13,4 сек.                   | 11,8 сек. Етанол: 10,8 сек.                     | 9,6 сек. (11,1 сек.) Етанол: 9,2 сек. (10,4 сек.) |
| Резервоар               | 48 литара          | 48 литара           | 48 литара                                     | 48 литара                                       | 48 литара                                         |

## Галерија
- Задњи део
- Унутрашњост